# ATI FireMV
FireMV顯示卡由ATI設計。這系列的顯示卡是純平面用途，支援一定的立體計算。市場目標是需要用單主機多顯示器的商業界或金融贸易机构。由於要充分利用空間，所以顯示卡的體積比較細小，採用Low-Profile板型，顯示核心的功率不可以太大。由於有需要在一部电腦插上多張顯示卡，所以顯示卡介面是PCI和（較後期版本）PCI Express，而不存在AGP版本。

## 產品列表
- FireMV 2200 PCI
- FireMV 2200 PCI Express
- FireMV 2260 PCI Express x1/x16- 支援雙DisplayPort輸出
- FireMV 2400 PCI
- FireMV 2400 PCI Express